# Haplodrassus mayumiae
Haplodrassus mayumiae är en spindelart som beskrevs av Takahide Kamura 2007. Haplodrassus mayumiae ingår i släktet Haplodrassus och familjen plattbuksspindlar. Inga underarter finns listade i Catalogue of Life.